# Darja Walerjewna Kutschmina
Darja Walerjewna Kutschmina (russisch Дарья Валерьевна Кучмина; englische Schreibweise Daria Kuchmina; * 12. Januar 1992) ist eine ehemalige russische Tennisspielerin.

## Karriere
Kutschmina begann mit neun Jahren das Tennisspielen und spielte vor allem bei Turnieren der ITF Women’s World Tennis Tour, wo sie je zwei Titel im Einzel und Doppel gewinnen konnte.

## Turniersiege

### Einzel
| Nr. | Datum        | Turnier          | Kategorie   | Belag             | Finalgegnerin          | Ergebnis        |
| --- | ------------ | ---------------- | ----------- | ----------------- | ---------------------- | --------------- |
| 1.  | 17. Mai 2009 | Sankt Petersburg | ITF $10.000 | Hartplatz (Halle) | Polina Winogradowa     | 6:2, 6:4        |
| 2.  | 31. Mai 2009 | Charkiw          | ITF $10.000 | Sand              | Anastassija Wassyljewa | 2:6, 6:3, 7:611 |

### Doppel
| Nr. | Datum           | Turnier  | Kategorie   | Belag     | Partnerin            | Finalgegnerinnen              | Ergebnis      |
| --- | --------------- | -------- | ----------- | --------- | -------------------- | ----------------------------- | ------------- |
| 1.  | 6. Februar 2010 | Mallorca | ITF $10.000 | Sand      | Wiktorija Kamenskaja | Fatima El Allami Nadia Lalami | 7:5, 6:4      |
| 2.  | 12. Juni 2010   | Qarshi   | ITF $25.000 | Hartplatz | Natela Dsalamidse    | Ksenija Mileuskaja Anna Piwen | 6:2, 2:6, 7:5 |